# Dendrobium petrophilum
Dendrobium petrophilum là một loài thực vật có hoa trong họ Lan. Loài này được (Kraenzl.) Garay ex N.Hallé mô tả khoa học đầu tiên năm 1977.